# Kanton Épinal-1
Kanton Épinal-1 (fr. Canton d'Épinal-1) je francouzský kanton v departementu Vosges v regionu Grand Est. Tvoří ho 7 obcí a část města Épinal. Zřízen byl v roce 2015.

## Obce kantonu
- Arches
- Chantraine
- Chaumousey
- Dinozé
- Épinal (část)
- Les Forges
- Renauvoid
- Sanchey